# Coupe d'Europe des vainqueurs de coupe féminine de handball 1988-1989
Navigation
Coupe des coupes 1987-1988 Coupe des coupes 1989-1990
La Coupe d'Europe des vainqueurs de coupe féminine de handball 1989-1990 est la 13e édition de la deuxième plus grande compétition européenne des clubs féminins de handball, organisée par l’IHF. Elle s'est tenue du 21 octobre 1989 au 27 mai 1990. 
Le club roumain du CS Știința Bacău s'impose en finale face au club soviétique du Kouban Krasnodar qui n'est donc pas parvenu à conserver son titre.

## Formule
La Coupe des Vainqueurs de Coupe est également appelée C2. Il est d’usage que les vainqueurs des coupes nationales respectives y participent. L'ensemble des rencontres se disputent en matchs aller-retour, y compris la finale. 

## Résultats

### Tour préliminaire
| Équipe 1                    | Score   | Équipe 2           | Aller | Retour |
| --------------------------- | ------- | ------------------ | ----- | ------ |
| CS Știința Bacău            | 76 – 35 | Izmir BSB SK       | 38-17 | 38-18  |
| Cyprus College              | 23 – 44 | Athinaïkós Athènes | 7-20  | 16-24  |
| Stade français Issy-les-Mlx | 47 – 44 | HC Sassari         | 27-17 | 20-27  |
| Frederiksberg IF            | 37 – 36 | IF Saab Linköping  | 20-17 | 17-19  |
| V&L Geelen                  | 53 – 11 | HBC Bascharage     | 29-3  | 24-8   |
| Union Admira Landhaus       | 43 – 31 | Hapoël Petah Tikva | 20-12 | 23-19  |
| Benfica Lisbonne            | 32 – 34 | CM Leganes         | 17-17 | 15-17  |
| KV Sasja HC Hoboken         | 19 – 21 | Manchester United  | 12-7  | 7-14   |
| ATV Bâle                    | 32 – 44 | TJ Gottwaldov      | 15-21 | 17-23  |

### Huitièmes de finale
| Équipe 1                    | Score   | Équipe 2              | Aller | Retour |
| --------------------------- | ------- | --------------------- | ----- | ------ |
| CS Știința Bacău            | 43 – 42 | SC Empor Rostock      | 24-22 | 19-20  |
| Vasas SC                    | 87 – 22 | Athinaïkós Athènes    | 45-9  | 42-13  |
| Stade français Issy-les-Mlx | 43 – 57 | CSKA Sofia            | 22-28 | 21-29  |
| V&L Geelen                  | 32 – 38 | IF Saab Linköping     | 13-17 | 19-21  |
| CM Leganes                  | 36 – 29 | Union Admira Landhaus | 22-15 | 14-14  |
| Nordstrand IF               | 40 – 42 | Lokomotiva Zagreb     | 23-20 | 17-22  |
| Manchester United           | 13 – 48 | TJ Gottwaldov         | 5-23  | 8-25   |
| Kouban Krasnodar            | 45 – 32 | VfL Engelskirchen     | 27-16 | 18-16  |

### Quarts de finale
| Équipe 1      | Score   | Équipe 2          | Aller | Retour |
| ------------- | ------- | ----------------- | ----- | ------ |
| Vasas SC      | 41 – 63 | CS Știința Bacău  | 21-31 | 20-32  |
| CSKA Sofia    | 51 – 33 | IF Saab Linköping | 29-12 | 22-21  |
| CM Leganes    | 39 – 44 | Lokomotiva Zagreb | 19-18 | 20-26  |
| TJ Gottwaldov | 42 – 54 | Kouban Krasnodar  | 23-27 | 19-27  |

### Demi-finales
| Équipe 1          | Score   | Équipe 2         | Aller | Retour |
| ----------------- | ------- | ---------------- | ----- | ------ |
| CS Știința Bacău  | 54 – 42 | CSKA Sofia       | 32-20 | 22-22  |
| Lokomotiva Zagreb | 49 – 60 | Kouban Krasnodar | 22-25 | 27-35  |

### Finale
| Équipe 1         | Score   | Équipe 2         | Aller | Retour |
| ---------------- | ------- | ---------------- | ----- | ------ |
| Kouban Krasnodar | 44 – 47 | CS Știința Bacău | 25-25 | 19-22  |

## Les championnes d'Europe
| Coupe d'Europe des vainqueurs de coupe 1988-1989 CS Știința Bacău 1er titre |

L'effectif du CS Știința Bacău était :
- Ioana Vasilca
- Angela Brândușoui
- Gabriela Antoneanu
- Adriana Popa
- Lidia Butnărașu (en)
- Filofteia Danilov
- Laurica Lunca
- Elena Ciubotaru (es)
- Eva Darvas
- Georgeta Cervenciuc
- Marilena Petrea
- Emilia Luca (de)
- Eugenia Jitaru
- Ionela Ţurloi

Entraîneur
- Mihai Pintea